# Stefan Szefer
Stefan Rudolf Szefer (Pabianice, 8 maggio 1942) è un ex calciatore polacco naturalizzato statunitense, di ruolo difensore.

## Carriera

### Club
Inizia la carriera nello Śląsk Breslavia, con cui vince il campionato cadetto 1963-1964, ottenendo la promozione nella massima serie polacca. 
Dopo aver militato per due stagioni nel massimo campionato con il club di Breslavia, nel 1966 passa al ŁKS con cui retrocesse nella serie inferiore al termine della I liga 1967-1968.
Nel 1969 si trasferisce negli Stati Uniti d'America per giocare con i California Clippers, franchigia che effettuò in quell'anno solo incontri amichevoli di esibizione.
Szefer tornò nello stesso anno in Europa per giocare con gli nederlandesi del MVV. Con il club di Maastricht gioca due stagioni in massima serie e con cui vince il Girone A4 Coppa Intertoto 1970.
Nel 1971 ritornò negli Stati Uniti per giocare con alcuni etnici polacchi a Chicago.
Nel 1975 viene prestato alla franchigia statunitense dei Chicago Sting, con cui non supererà la fase a gironi della North American Soccer League 1975.
L'anno seguente passa a stagione in corso ai Chicago Cats, squadra dell'American Soccer League. Con i Cats superò la fase a gironi del torneo, fermandosi però poi al primo turno.
Nel 1977 torna definitivamente agli Sting, rimanendovi sino al 1979.
Con gli Sting giocò anche nella North American Soccer League Indoor 1980-1981, perdendo la finale contro gli Edmonton Drillers.

### Nazionale
Szefer ha giocato tre incontri con la nazionale polacca tra il 1966 ed il 1967.
Nel 1973, ottenuta la cittadinanza statunitense, giocò tre incontri con la nazionale statunitense, di cui due proprio con la sua precedente nazionale, la Polonia.

## Statistiche

### Cronologia presenze e reti in Nazionale
| Cronologia completa delle presenze e delle reti in nazionale ― Polonia | Cronologia completa delle presenze e delle reti in nazionale ― Polonia | Cronologia completa delle presenze e delle reti in nazionale ― Polonia | Cronologia completa delle presenze e delle reti in nazionale ― Polonia | Cronologia completa delle presenze e delle reti in nazionale ― Polonia | Cronologia completa delle presenze e delle reti in nazionale ― Polonia | Cronologia completa delle presenze e delle reti in nazionale ― Polonia | Cronologia completa delle presenze e delle reti in nazionale ― Polonia |
| Data                                                                   | Città                                                                  | In casa                                                                | Risultato                                                              | Ospiti                                                                 | Competizione                                                           | Reti                                                                   | Note                                                                   |
| ---------------------------------------------------------------------- | ---------------------------------------------------------------------- | ---------------------------------------------------------------------- | ---------------------------------------------------------------------- | ---------------------------------------------------------------------- | ---------------------------------------------------------------------- | ---------------------------------------------------------------------- | ---------------------------------------------------------------------- |
| 3-12-1966                                                              | Tel Aviv                                                               | Israele                                                                | 0 – 0                                                                  | Polonia                                                                | Amichevole                                                             | -                                                                      |                                                                        |
| 8-10-1967                                                              | Bruxelles                                                              | Belgio                                                                 | 2 – 4                                                                  | Polonia                                                                | Qual. europei 1968                                                     | -                                                                      |                                                                        |
| 29-10-1967                                                             | Cracovia                                                               | Polonia                                                                | 0 – 0                                                                  | Romania                                                                | Amichevole                                                             | -                                                                      |                                                                        |
| Totale                                                                 |                                                                        | Presenze                                                               | 3                                                                      |                                                                        | Reti                                                                   | 0                                                                      |                                                                        |

| Cronologia completa delle presenze e delle reti in nazionale ― Stati Uniti | Cronologia completa delle presenze e delle reti in nazionale ― Stati Uniti | Cronologia completa delle presenze e delle reti in nazionale ― Stati Uniti | Cronologia completa delle presenze e delle reti in nazionale ― Stati Uniti | Cronologia completa delle presenze e delle reti in nazionale ― Stati Uniti | Cronologia completa delle presenze e delle reti in nazionale ― Stati Uniti | Cronologia completa delle presenze e delle reti in nazionale ― Stati Uniti | Cronologia completa delle presenze e delle reti in nazionale ― Stati Uniti |
| Data                                                                       | Città                                                                      | In casa                                                                    | Risultato                                                                  | Ospiti                                                                     | Competizione                                                               | Reti                                                                       | Note                                                                       |
| -------------------------------------------------------------------------- | -------------------------------------------------------------------------- | -------------------------------------------------------------------------- | -------------------------------------------------------------------------- | -------------------------------------------------------------------------- | -------------------------------------------------------------------------- | -------------------------------------------------------------------------- | -------------------------------------------------------------------------- |
| 5-8-1973                                                                   | Windsor                                                                    | Canada                                                                     | 0 – 2                                                                      | Stati Uniti                                                                | Amichevole                                                                 | -                                                                          |                                                                            |
| 10-8-1973                                                                  | San Francisco                                                              | Stati Uniti                                                                | 0 – 4                                                                      | Polonia                                                                    | Amichevole                                                                 | -                                                                          |                                                                            |
| 12-8-1973                                                                  | New Britain                                                                | Stati Uniti                                                                | 1 – 0                                                                      | Polonia                                                                    | Amichevole                                                                 | -                                                                          | 60’                                                                        |
| Totale                                                                     |                                                                            | Presenze                                                                   | 3                                                                          |                                                                            | Reti                                                                       | 0                                                                          |                                                                            |

## Palmarès

### Nazionali
- II liga: 1

Slask Breslavia: 1963-1964

### Continentali
- Coppa Intertoto UEFA: 1

MVV: 1970 (Girone A4)